# Черныш, Михаил Ефимович
Михаил Ефимович Черныш (1913 — после 1987) — советский хозяйственный, государственный и политический деятель.

## Биография
Родился в 1913 году в селе Подгоровка. Член КПСС.
С 1935 года — на хозяйственной, общественной и политической работе. В 1935—1985 гг. — на инженерных должностях в нефтяной промышленности СССР, заместитель начальника специальной группы при Народном комиссариате нефтяной промышленности СССР, начальник группы нефтяной промышленности Секретариата Совнаркома СССР, референт Первого заместителя предсовмина Л. П. Берии, директор Центрального научно-исследовательского института авиационного топлива и масел, главный инженер Дирекции строительства Новоуфимского НПЗ, начальник производственного отдела, начальник управления «Башнефтехимзаводы», заместитель председателя Объединённого Средневолжского совнархоза, начальник Главнефтехимпереработки Министерства нефтеперерабатывающей и нефтехимической промышленности СССР, заместитель заведующего отделом нефтяной и газовой промышленности СЭВ, заведующий сектором ВНИПИнефть.
Избирался депутатом Верховного Совета Башкирской АССР 6-го созыва.
Умер после 1987 года.